# Cuerpo ordenado
En matemáticas, un cuerpo ordenado (también campo ordenado) es un cuerpo con un orden total de sus elementos que es compatible con las operaciones del cuerpo. Históricamente, la axiomatización de un cuerpo ordenado fue abstraída gradualmente de los números reales por matemáticos como David Hilbert, Otto Hölder y Hans Hahn. Esto se convirtió posteriormente en la teoría de Artin-Schreier de cuerpos ordenados y cuerpos formalmente reales.
Un cuerpo ordenado tiene necesariamente la característica 0, puesto que los elementos 0 < 1 < 1 + 1 < 1 + 1 + 1 <... son necesariamente todos distintos. Así, un cuerpo ordenado contiene necesariamente un número infinito de elementos: un cuerpo finito no puede ser ordenado.
Cada subcuerpo de un cuerpo ordenado es también un cuerpo ordenado en el orden heredado. Cada cuerpo ordenado contiene un subcuerpo ordenado que es isomorfo a los números racionales. Cualquier cuerpo ordenado y completo por Dedekind es isomorfo a los números reales. Los cuadrados son necesariamente no negativos en un cuerpo ordenado. Esto implica que los números complejos no pueden ser ordenados ya que el cuadrado de la unidad imaginaria i es -1. Cada cuerpo ordenado es un cuerpo formalmente real.